# Spiliá (La Canée)
Spiliá, en grec moderne : Σπηλιά, est un village du dème de Plataniás, en Crète, en Grèce. Selon le recensement de 2011, la population de Spiliá compte 268 habitants.